# Карпов, Митрофан Азарович

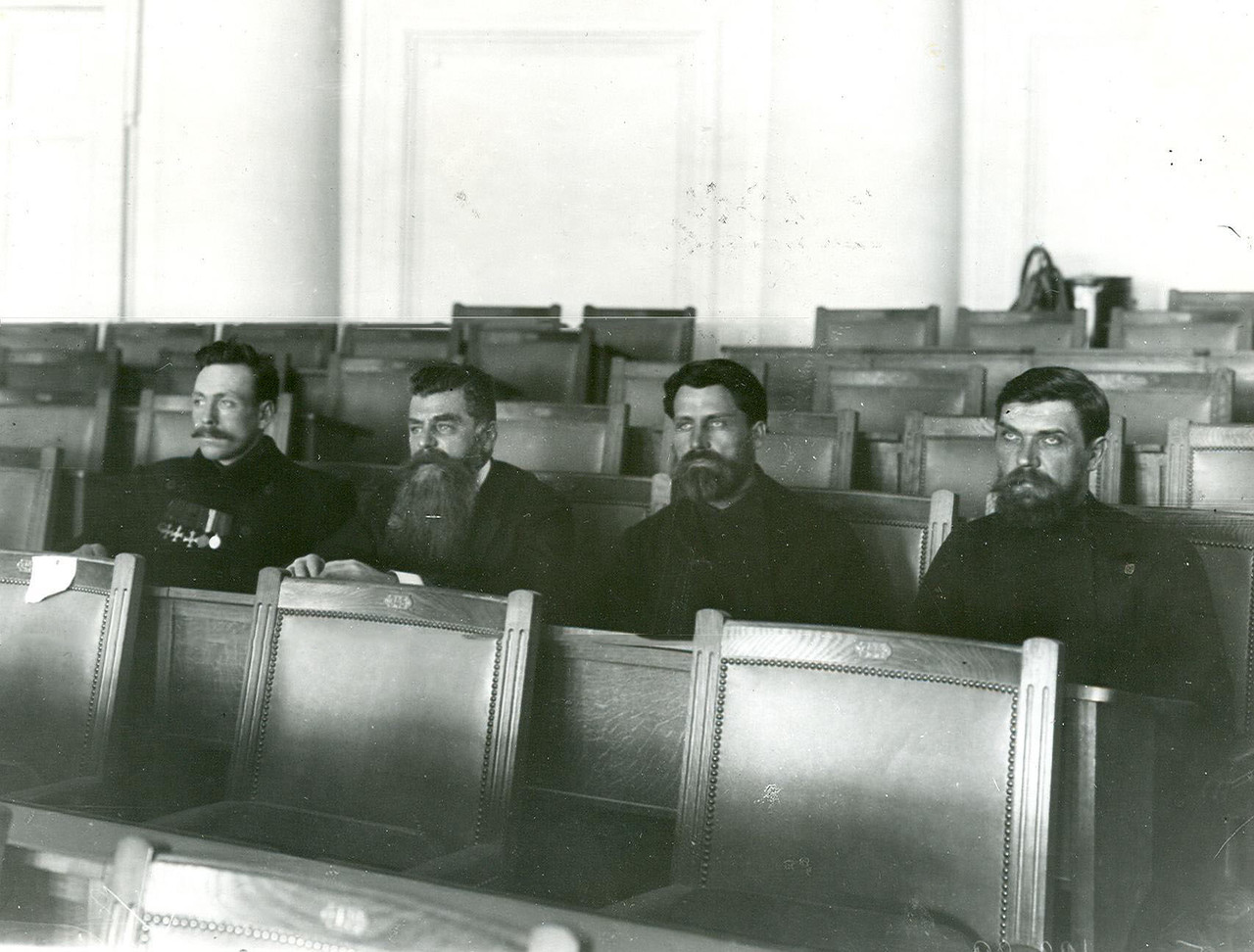
Депутаты 2-й Государственной Думы от Орловской губернии в зале заседаний в Таврическом дворце: (слева направо) М. А. Карпов, М. А. Стахович, Н. Ф. Шведчиков, А. В. Черников.

Митрофан Азарович Карпов (1878 — ?) — крестьянин, депутат Государственной думы II созыва от Орловской губернии.

## Биография
Крестьянин села Лески Медвеженской волости Ливенского уезда Орловской губернии. Окончил сельскую школу. Во время русско-японской войны защищал Порт-Артур. При атаке Зелёных гор японцами был ранен в голову, кроме того получил ожоги при взрыве мины. Награждён тремя георгиевскими крестами 2-й, 3-й и 4-й степени. После капитуляции Порт-Артура до 10 декабря 1905 года находился в плену у японцев. Вернувшись на родину, занимался хлебопашеством. На момент избрания в Думу в партиях не состоял.
6 февраля 1907 избран в Государственную думу II созыва от съезда уполномоченных от волостей Орловской губернии. По одним сведениям вошёл в Группу беспартийных, по другим — член фракции конституционных демократов.
Дальнейшая судьба и дата смерти неизвестны.

### Рекомендуемые источники
- // Орловский вестник. — 1907. — № 35.

### Архивы
- Российский государственный исторический архив. Фонд 1278. Опись 1 (2-й созыв). Дело 186; Дело 540. Лист 3.